# Telmatobius intermedius
Telmatobius intermedius är en groddjursart som beskrevs av Jehan Vellard 1951. Telmatobius intermedius ingår i släktet Telmatobius och familjen Ceratophryidae. IUCN kategoriserar arten globalt som otillräckligt studerad. Inga underarter finns listade i Catalogue of Life.